# Maurice (Shelley)
Maurice, or the Fisher's Cot es un libro infantil escrito por la autora del Romanticismo Mary Shelley. Escrito en 1820 para Laurette Tighe, la hija de unos amigos de los Shelley, Mary trató de publicarlo mediante su padre, William Godwin, pero éste se negó. El texto estuvo perdido hasta 1997, cuando se descubrió una copia manuscrita en Italia, para sorpresa de la comunidad de los biógrafos y del público en general. 
Maurice cuenta la historia de un niño que busca un hogar, pero se encuentra con un viajero que resulta ser su padre perdido. La historia se narra en un tono melancólico desde varios puntos de vista y se focaliza en la temática de la pérdida, particularmente la separación de padres e hijos. Shelley utilizó el mismo tema autobiográfico en otras obras, incluyendo su novela Mathilda y su obra teatral Proserpina. La prosa simple de la historia refleja el estilo de William Wordsworth, cuyas obras habían sido leídas por la escritora.

## Contexto biográfico

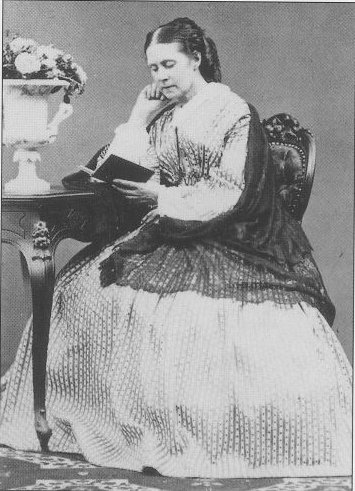
Laurette veinte años después de que Mary Shelley escribiese Maurice para ella.

En 1814, Mary Shelley (Mary Godwin, en aquel entonces), de diecisiete años de edad, escapó con Percy Bysshe Shelley a Europa continental, acompañada por Claire Clairmont, su hermanastra. Luego de seis semanas, regresaron a Inglaterra para seguir viviendo juntos. Mary regresó embarazada de un hijo de Percy, pero el niño murió pronto debido a su nacimiento prematuro. La antigua esposa de Percy, Harriet, dio a luz a un niño en la misma época. Percy estaba separado de su familia y recibía poco apoyo financiero de su parte; por lo tanto, se veía agobiado por los acreedores. En 1816, Mary y Percy tuvieron un segundo hijo, William. Ese mismo año, Claire Clairmont comenzó un romance con el poeta  Lord Byron, y en enero de 1817 tuvo una hija suya, Alba (más tarde sería nombrada "Clara Allegra" en su bautismo, con el nombre elegido por Byron). El grupo pasó el verano de 1817 con Byron en el Lago de Ginebra, en donde Mary Shelley escribió Frankenstein. Ese otoño, la esposa de Percy se quitó la vida, y en diciembre Percy y Mary se casaron. En septiembre de 1817 tuvieron una hija,  Clara.
El grupo viajó a Italia a principios de 1818. Antes enviaron a Allegra junto a Byron en abril, para sufrimiento de Claire. En agosto, Percy Shelley llevó a su cuñada a ver a Allegra, tras su pedido. Percy llegó a Venecia diciéndole a Byron que iría con su familia completa. Mary fue, por lo tanto, obligada a ir a Venecia para probar la historia de Percy. Sin embargo, la pequeña Clara Shelley enfermó y el viaje sólo agravó su enfermedad, por lo que falleció poco después de llegar a destino. En el invierno de 1818, Percy registró una niña en Nápoles como suya y de Mary: Elena Adelaide. Sin embargo, no está claro quiénes fueron los verdaderos padres de la niña.
En 1819, el grupo se mudó a Roma, en donde falleció el hijo de Mary y Percy Shelley, William. Mary Shelley había perdido a sus tres hijos, por lo que cayó en una profunda depresión. Claire comenzó a preocuparse cada vez más por Allegra, ya que Byron se negaba a permitirle ver a su hija o saber en dónde estaba. Mary, sin embargo, volvió a quedar embarazada, y poco después dio a luz a Percy Florence, por lo que el grupo viajó desde Roma hacia Pisa y a Florencia. En el camino, conocieron a Lady Mountcashell, una antigua alumna de la madre de Mary Shelley, Mary Wollstonecraft, y a George Tighe. Ambos eran poetas y, al igual que los Shelley, eran republicanos y liberales. Lady Mountcashell se llamaba a sí misma "Sra. Mason" por un personaje del cuento para niños de Wollstonecraft Original Stories from Real Life (1788). La pareja también tuvo dos hijos, Anna Laura Georgiana (llamada Laurette) y Nerina, quienes rápidamente le tomaron cariño a Mary y a  Claire.
Luego de viajar a Florencia, Mary Shelley le escribió a Lady Mountcashell, elogiando la "simplicidad y franqueza" de Laurette. Mediante su madre, Laurette averiguó sobre la salud de Mary y requirió su presencia. Mary Shelley la invitó a vivir en Florencia con ella durante dos meses después del nacimiento de Percy Florence, pero la madre de la niña no toleraba la idea de separarse de su hija. A principios de 1820, el grupo se mudó a Pisa y Claire se convirtió en una especie de hermana mayor para Laurette, llevándola a óperas y a carnavales. En el verano, el grupo se volvió a mudar, desde Pisa hasta Livorno, y Mary Shelley comenzó a investigar para su novela histórica Valperga. Durante el verano, Claire le escribió ansiosamente a Byron, rogándole que le permitiese ver a Allegra. Creyendo que los Shelley eran padres irresponsables ya que habían permitido la muerte de sus tres hijos y preocupados de que Percy Florence no estuviese recibiendo la educación religiosa necesaria, Byron continuamente le negaba a Claire poder ver a su hija.

## Composición y publicación

Retrato de Mary Shelley, la autora del libro.

Mary Shelley escribió Maurice para Laurette Tighe el 10 de agosto de 1820. En su diario de ese día, escribió: "Jueves 10- Escribir una historia para Laurette". Claire Clairmont y Laurette habían pasado el cumpleaños de la última juntas en Pisa y el día siguiente en la costa con Mary Shelley; esta excursión fue posiblemente la que inspiró la historia, la cual parece haber sido un regalo de cumpleaños. Shelley sugirió que su padre, el filósofo William Godwin, publicase Maurice como parte de su colección Juvenile Library, pero éste se negó. Posiblemente pensó que era demasiado corta o muy parecida a una historia de Caroline Barnard titulada The Fisher-boy of Weymouth que había publicado en 1819. En su artículo sobre Maurice, L. Adam Mekler sugiere que Godwin también podría haber rechazado la historia debido a sus "fuertes similitudes biográficas" con la historia de los Shelley y los Godwin.
El destino del manuscrito fue desconocido hasta que fue descubierto 177 años más tarde por Cristina Dazzi en el verano boreal de 1997. Lo encontró en el hogar de la familia Dazzi, Casa Cini, en San Marcello. Estaba buscando en una caja de papeles viejos "algo interesante" para añadir a una exhibición sobre el invierno de 1827–28 cuando el poeta Giacomo Leopardi había visitado y conocido a Lady Mountcashell y a su hija. Al principio, se publicaron unos extractos de un libro italiano sobre Lady Mountcashell, escritos por Mario Curreli en 1997. Un año más tarde, la biógrafa de Percy Shelley y Mary Wollstonecraft Claire Tomalin publicó la historia completa, junto con una introducción más larga y una copia mecanografiada del manuscrito.

## Argumento
En la "Parte I", un viajero llega a Torquay, Devonshire. Ve una procesión fúnebre y ve a un niño angustiado formando parte del mismo. El viajero va a la posada local, en donde un hombre relata la historia de Maurice y el fallecido Old Barnet. Old Barnet era un pescador, quien estaba casado con Dame Barnet. La mujer había fallecido hacía un año y Old Barnet estaba muy deprimido; ya no tenía a su esposa. Un día, Maurice había aparecido y se había ofrecido a ayudarlo en la casa mientras pescaba. Pobre y enfermo, Maurice no podía ejecutar tareas difíciles, pero era diligente. Old Barnet poco a poco comienza a querer a Maurice, al igual que los habitantes del pueblo.
La "Parte II" comienza con el hermano de Old Barnet informándole a Maurice que debería dejar el lugar dentro de una semana. Maurice pasa los días llorando la muerte del pescador. Un día, el viajero regresa al pueblo y busca a Maurice; se detiene en su casa y le pide pasar la noche allí. Los dos conversan y el joven le cuenta sus planes de dejar la casa y buscar trabajo como granjero. También le cuenta al viajero sobre la pobreza de su familia y que no quiere ser una molestia para ellos, revelándole que su padre solía golpearlo porque no creía que estuviese realmente enfermo. El viajero y Maurice se sientan juntos, disfrutando de la naturaleza, y discuten los placeres de la vida de campo y la lectura. El viajero ofrece cuidar de él y proveerle una educación. 
El viajero explica en la "Parte III" que es el hijo de un profesor de matemática de la Universidad de Oxford. Cuando era joven, amaba leer y quería conocer cómo funcionaba el mundo. Se había recibido de arquitecto y viajaba por Europa. Finalmente se había casado con una mujer encantadora y habían tenido un hijo, Henry. Un día, la pareja había dejado a su hijo con la niñera y ésta se había quedado dormida. A su regreso, el niño había desaparecido y nunca más lo habían encontrado. El viajero había pasado varios años en el campo buscando a su hijo; incluso había conocido a la mujer que se lo había llevado, Dame Smithson. Ésta, para complacer a su esposo, quien quería tener un hijo, le había mentido diciéndole que estaba embarazada. Antes de que el esposo, marino, regresase, necesitaba un niño, por lo que había robado a Henry. Poco acostumbrado a la dura vida de campesino, el niño había sufrido mucho y estaba constantemente enfermo. Como resultado, al marino le disgustaba y lo golpeaba, creyendo que era inútil. Al escuchar la historia, Maurice revela que es el hijo del viajero; había cambiado su nombre para evadir a la persona que creía que era su cruel padre. Encantado de haber encontrado a su hijo, el viajero le compra la casa y comienzan a visitarla. Maurice recibe una educación, crece y viaja por el mundo. Regresa para ver que la finca se había desintegrado; luego,  construye una nueva para la familia de otro pescador pobre, junto al lote de la antigua.

## Estilo, género y temáticas

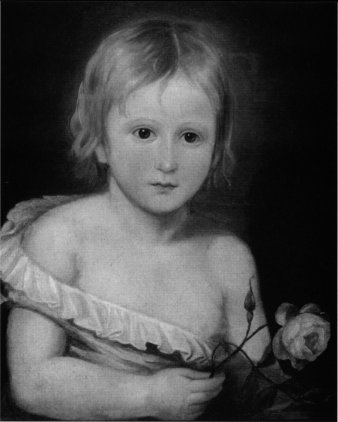
William "Willmouse" Shelley, retratado poco antes de su fallecimiento por malaria (Amelia Curran, 1819).

Maurice está dividido en tres partes, tal vez reflejando el estilo de las novelas para adultos en tres partes de la época, y contiene múltiples narradores. Está escrito en un tono melancólico, comenzando con un funeral y terminando con el declive de la casa. Sin embargo, en su crítica de la edición de Tomalin publicada en The New York Times, Marina Warner escribe que la historia "contiene poca originalidad, complejidad moral y la especulación gótica de Frankenstein".
Mary Shelley estaba leyendo las obras líricas de William Wordsworth mientras escribía Maurice. Tomalin ha escrito que "Wordsworth parece haber inspirado Maurice, con su lenguaje claro y simple, y su ubicación entre personas sencillas y trabajadores pobres, contra los fondos elementales de rocas y árboles, pendientes y costas marinas".
La bondad natural de Maurice nunca oscila en la historia. A diferencia de la obra de Shelley Frankenstein, la cual sugiere que el ambiente determina la moralidad de una persona, Maurice asume que las personas pueden ser bondadosas en forma innata. Maurice incluso perdona a Dame Smithson, quien se lo había robado a su niñera. La historia tiene el objetivo de lograr empatía con sus lectores. En contraste con otras historias para niños de la época, carece de material didáctico y no traza distinciones claras entre la virtud y los vicios.
A pesar de la empatía, la pérdida es la temática predominante en Maurice: los padres pierden a su hijo; una madre anhela un niño al punto de robar uno; y "Maurice" pierde su sentido de identidad. Las temáticas de la historia son propias del Romanticismo, según Tomalin: "la vulnerabilidad de la infancia y de la paternidad; el desalojo, la pérdida, el dolor, la muerte y la recuperación; y el poder del tiempo tanto de curar como de destruir".
La pérdida de niños, en particular, parece haberse basado en experiencias autobiográficas o simplemente biográficas. Lady Mountcashell se había separado de su esposo y se había visto obligada a separarse de sus hijos. Una corte había nombrado a Percy Bysshe Shelley como incapaz de criar a los hijos fruto de su matrimonio con su esposa fallecida, ubicándolos con una familia adoptiva. Una tercera referencia sería la pérdida propia de los hijos de Mary y Percy. El crítico literario A. A. Markley señala que Shelley escribió otras obras en la misma época cuyo argumento se basaba en la separación entre padres e hijos, principalmente su novela Mathilda y la obra teatral para niños Proserpina, las cuales fueron escritas en 1820. Markley explica que Maurice es una nueva versión de Mathilda, "en la cual una reunión largamente postergada entre padre e hijo termina con final feliz en lugar de con un resultado trágico". Esta temática también se utiliza en las historias cortas de Mary Shelley "The Mourner", "The Evil Eye", y "The Pilgrims",  además de su novela Lodore (1835).
Mekler argumenta que la historia podría ser una crítica encubierta hacia la madrastra de Mary Shelley, Mary Jane Clairmont. La Sra. Smithson permanece con su esposo gracias a sus hijo, una posible alusión a los orígenes desconocidos de los primeros dos niños de Mary Jane Clairmont y de su "propensión por la mentira". Mekler especula que "en el robo del niño, Smithson replica en forma metafórica la usurpación de Mary Jane en su papel como madre del heredero, que originalmente pertenecía a Mary Wollstonecraft".

## Recepción
La noticia del descubrimiento de Maurice entusiasmó tanto a la comunidad de historiadores como al público en general. Miranda Seymour escribe en su biografía de Mary Shelley "mientras la historia en sí misma no fue una gran obra, el público respondió al descubrimiento con un interés no mostrado, por ejemplo, hacia las cartas recientemente encontradas de [Percy] Shelley y Byron". Seymour dice que las razones de este entusiasmo son tres: Mary Shelley es actualmente considerada una escritora importante del Romanticismo, sus obras son cada vez más accesibles para el público, y es la autora de Frankenstein, por lo que suele ser mencionada en la prensa popular.